# جورج غراهام (سياسي بريطاني)
جورج غراهام (بالإنجليزية: George Graham)‏ هو سياسي بريطاني، ولد في 1945، وتوفي في 21 فبراير 2012. في انتخابات الجمعية التشريعية لأيرلندا الشمالية 1982 ‏، انتخب عضو الجمعية التشريعية لأيرلندا الشمالية 1982-1986 ‏ وقد انضم خلال فترته النيابية ‏  للكتلة البرلمانية الحزب الديمقراطي الاتحادي.